# باروخ سبينوزا
باروخ سبينوزا (بالهولندية: Baruch Spinoza) هو فيلسوف هولندي من أهم فلاسفة القرن 17. ولد في 24 نوفمبر 1632 في أمستردام، وتوفي في 21 فبراير 1677 في لاهاي.
في مطلع شبابه كان موافقًا مع فلسفة رينيه ديكارت عن ثنائية الجسد والعقل باعتبارهما شيئين منفصلين، ولكنه عاد وغير وجهة نظره في وقت لاحق وأكد أنهما غير منفصلين، لكونهما كيان واحد. امتاز سبينوزا باستقامة أخلاقه وخطّ لنفسه نهجا فلسفيًا يعتبر أنّ الخير الأسمى يكون في «فرح المعرفة» أي في «اتحاد الروح بالطبيعة الكاملة».

## حياته
ولد سبينوزا في عام 1632م في أمستردام، هولندا، لعائلة برتغالية من أصل يهودي تنتمي إلى طائفة المارانوس. فقد كان والداه يهوديين هاجرا من البرتغال. اضطر كثير من يهود شبه جزيرة إيبريا (إسبانيا والبرتغال) إلى الهجرة لكثير من دول غرب أوروبا هروبًا من اضطهاد السلطات هناك. وفي البداية اضطروا إلى اعتناق المسيحية، أما بعد أن وجدوا مناخًا متسامحًا في هولندا فقد عادوا مرة أخرى إلى اليهودية. كان والده تاجرا ناجحًا في أمستردام، ولكنه متزمت للدين اليهودي وبالإضافة إلى تجارته تولى كثيرًا من المناصب الدينية في المجتمع اليهودي هناك، بل وعددًا من المهام التدريسية المنصبة على تعاليم التلمود.
كانت تربية باروخ اورثودوكسية، ولكن طبيعته الناقدة والمتعطّشة للمعرفة وضعته في صراع مع المجتمع اليهودي. درس العبرية والتلمود في يشيفا (مدرسة يهودية) من 1639 حتى 1650م. في آخر دراسته كتب تعليقا على التلمود. وفي صيف 1656 نُبذ سبينوزا من أهله ومن الجالية اليهودية في أمستردام بسبب ادّعائه أن اللّٰه يكمن في الطبيعة والكون، وأن النصوص الدينية هي عبارة عن استعارات ومجازات غايتها أن تعرّف بطبيعة اللّٰه. بعد ذلك بوقت قصير حاول أحد المتعصبين للدين طعنه.
كان سبينوزا تلميذًا نجيبًا وموهوبًا، وتلقى تعليمًا دينيًا في مدرسة الجالية اليهودية بأمستردام، وعلى الرغم من تعمقه في دراسة التوراة والتلمود، إلا أنه لم يتم إعداده ليصبح كاهنًا يهوديًا كما اعتقد الكثير من كتّاب سيرته. بعد وفاة أبيه تولى أخوه الأكبر شئون تجارته، وعندما مات هذا الأخ، وقع على عاتق سبينوزا إدارة الشركة التجارية التي تركها الأب، لكن لم تكن لسبينوزا مواهب تجارية ولم تكن شئون المال والأعمال من اهتماماته، ولذلك أهمل التجارة حتى تراكمت الديون وتوقفت الشركة عن نشاطها. وعلى الرغم من ذلك فقد حصل سبينوزا على قليل من مال أبيه مكّنه من إكمال دراسته، وعندما لم يكف الميراث لمتطلبات حياته، انشغل في عمل ذي طابع نادر في تلك الآونة وهو صنع العدسات الطبية، وعمل فيها من 1656 حتى 1660 ويبدو أن هذه المهنة كانت هي الوحيدة التي شدت انتباه سبينوزا وكانت متفقة مع ميوله، إذ كانت مهنة ذات طابع علمي تعتمد على جانب نظري متعلق بعلم البصريات وجانب عملي يعتمد على العلم التجريبي والخبرة المعملية.
وفي عام 1660 حتى عام 1663 أسّس حلقة فكر مع أصدقاءٍ له وكتب نصوصه الأولى. ومن عام 1663 حتى 1670 أقام في بوسبرج وبعد نشر كتابه رسالة في اللاهوت والسياسة سنة 1670 ذهب ليستقرّ في لاهاي حيث اِشتغل كمستشار سرّي لجون دو ويت. في سنة 1676 تلقّى زيارة من الفيلسوف الألماني «لايبنيتز». ويعتبر كتابه الأخلاق الذي الفه سنة 1677 من أهم الكتب المؤثرة في الفلسفة الغربية، والذي عارض فيه ثنائية العقل-الجسد للفليسوف رينيه ديكارت. توفّي سبينوزا في 21 فبراير ـ شباط 1677 وهو بعمر 44 نتيجة أصابته بمرض رئوي ربما السل أو السحار السيليسي بسبب غبار تنعيم العدسات.

## فكره

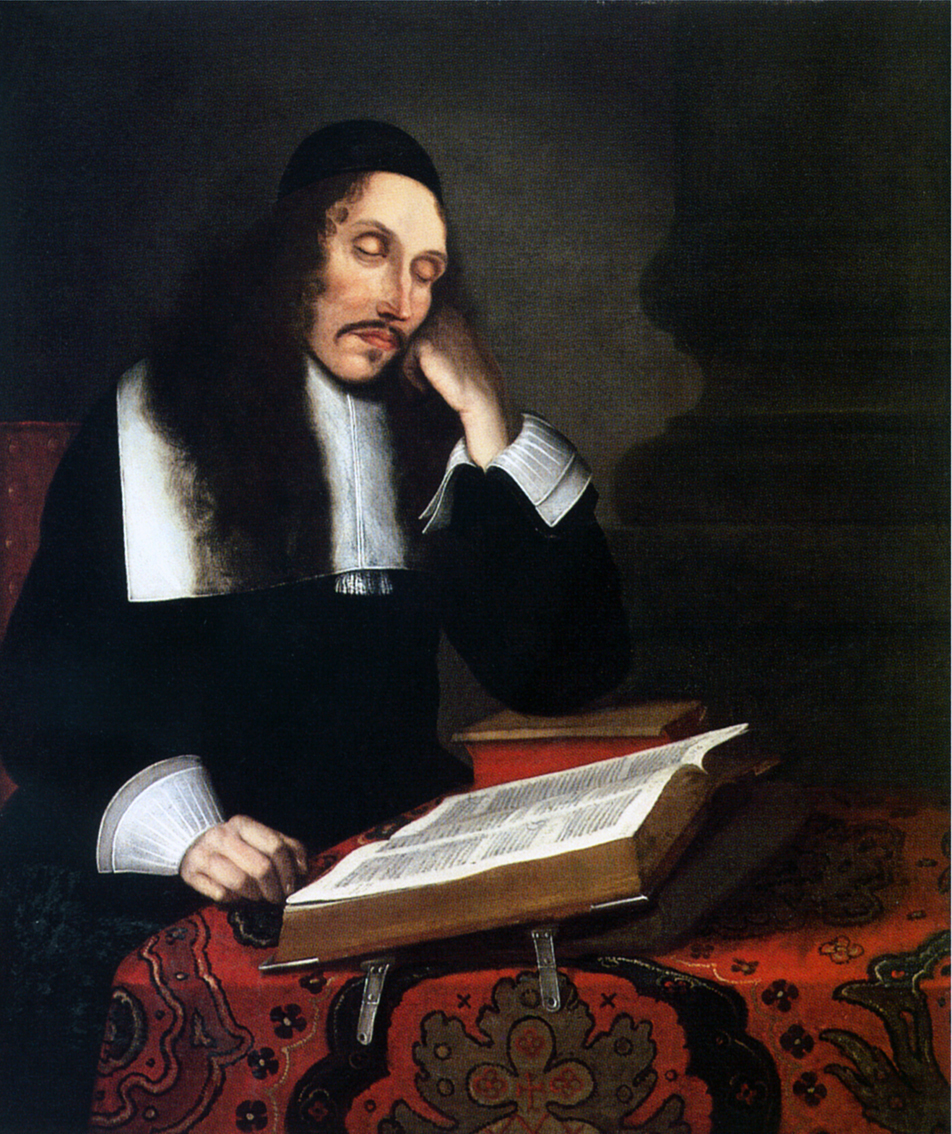
لوحة للفيلسوف باروخ سبينوزا

في أواخر الخمسينيات من القرن السابع عشر تعرف سبينوزا على مفكر حر هو لود فيج ماير، وكون معه ومع مجموعة من الأصدقاء المقربين جماعة قراءة ودراسة انصب اهتمامها على دراسة فلسفة رينيه ديكارت. وعندما لاحظت الجماعة براعة وتعمق سبينوزا في الفلسفة الديكارتية طلبت منه أن يكتب لها ملخصًا شاملًا لها، وهكذا أخرج سبينوزا أول مؤلفاته وهو كتاب «مبادئ الفلسفة الديكارتية». وعندما بدأ سبينوزا من خلال هذه الجماعة في وضع فلسفته الخاصة بدأت الجماعة في دراسة فلسفته ومناقشتها معه تاركة فلسفة ديكارت. وفي نفس هذه الفترة بدأ سبينوزا في تأليف أول عمل فلسفي خاص به وهو رسالة في تهذيب العقل» Tractatus de intellectus emendatione، وفيها تناول سبينوزا طبيعة المعرفة وأنواعها، والسبل المناسبة للوصول إلى الفهم الصحيح لكل ما يمثل خير الإنسان، وذلك عن طريق علاجه من أوهامه وأخطائه وتطهيره بمنهج سليم يستطيع التمييز به بين الأفكار الغامضة والواضحة والأهم من ذلك إثبات وحدة العقل والطبيعة، وأنه ليس هناك أي تناقض بين الروح والجسم والفكر والمادة، تلك الثنائيات التي سيطرت على فلسفة ديكارت.
عندما اكتشف سبينوزا أن النتائج النهائية في رسالة تهذيب العقل هي إثبات وحدة العقل والطبيعة والقضاء على الثنائيات التقليدية في تاريخ الفلسفة ترك العمل في الرسالة واتجه اهتمامه إلى عمل أكثر ميتافيزيقية يركز على العلاقة بين الفكر والوجود والروح والجسد، ولذلك عكف على تأليف رسالة أخرى عنوانها: «رسالة قصيرة حول الإله والإنسان وصلاحه في الحياة» سنة 1661. لكنه سرعان ما توقف عن كتابتها بسبب اعتقاده أن أفكاره لن تنال القبول، وتركها كي ينشغل في عمل آخر يتناول فيه نفس الموضوعات ولكن بمنهج جديد يستطيع به تقديم أفكاره بصورة منطقية تجبر قارئها على الاعتقاد بها دون معارضة، وهذا هو المنهج الهندسي الذي يبدأ بمسلمات وفروض ثم قضايا مستنبطة منها، وهو الذي اتبعه في كتابه الرئيسي «الأخلاق». واستغرق منه العمل في هذا الكتاب سنوات طويلة حتى أكمله سنة 1675، ولم يستطع نشره إلا قبيل وفاته بأشهر سنة 1677 دون وضع اسمه على الكتاب خوفاً من السلطات الدينية.
ويظهر في فكره تأثره بالفيلسوفين الحلاج وابن عربي.و يرى أنّ أهواء الإنسان الدينيةّ والسياسيّة هي سبب بقائه في حالة العبوديّة.

### مفهومه عن الغايات الإنسانية
عندما فكر سبينوزا في الوضع الإنساني وجد أن كل البشر يسعون وراء عدد من الأهداف: الثروة والشهرة والمتعة، معتقدين أن هذه الأشياء سوف تجلب لهم السعادة. إلا أن سعيهم وراءها أو حتى حصولهم عليها لم يوصلهم إلى تلك السعادة التي يتصورونها. ومن ثم يستبعد سبينوزا الثروة والشهرة واللذة باعتبارها ليست الهدف الحقيقي للإنسان الفاضل الذي يسمو نحو السعادة ذلك لأن هذه الأشياء هي في النهاية مجرد وسائل وليست أهدافًا في ذاتها، وعندما يتضح أن هذه الوسائل لا توصلنا إلى السعادة الحقيقية أو الفضيلة الحقة فيجب علينا أن نتخلى عن استخدامها ونبحث عن وسائل أخرى. وإذا كانت السعادة والفضيلة والحياة الكريمة أهدافًا تتطلب لتحقيقها وسائل، فإن لسبينوزا فلسفة خاصة حول الوسائل الخاصة لتحقيق هذه الأهداف. إن الوسائل الموصلة للسعادة والفضيلة والحياة الكريمة يجب أن تكون متفقة مع هذه الأهداف ذاتها، فكيف إذن للإنسان أن يستخدم وسائل مختلفة طبيعتها عن هذه الأهداف. إن السعي نحو الثروة والشهرة واللذة مختلف في طبيعته عن السعي نحو السعادة والفضيلة والحياة الكريمة. يجب أن تكون الوسيلة من طبيعة الهدف. ولا يجد سبينوزا من وسيلة توصل الإنسان إلى هذه الأهداف سوى العقل المستنير والتفكير القويم. ومعنى هذا أن تنظيم الإنسان لحياته وسلوكه بطريقة عقلانية هو الوسيلة الوحيدة للوصول إلى السعادة والفضيلة والحياة الكريمة. وبالتالي فيجب على العقل أن يكون هو الموجه للإنسان وأن يكون أداته ووسيلته نحو هذه الأهداف. ذلك لأن هذه الأهداف ذاتها ليست في حقيقتها سوى العقلانية المتحققة في حياة الإنسان، أما الثروة والشهرة واللذة فليست بأهداف ولا حتى بوسائل عقلانية. وإذا كان الهدف عقلانيًا فيجب أن تكون الوسيلة عقلانية هي الأخرى. وبذلك تكون العقلانية هي هدف الحياة الإنسانية وهي أيضًا وسيلة لهذا الهدف. ومن أجل هذا السبب يبدأ سبينوزا بمحاولة لإصلاح العقل، أي محاولة توضح كيفية تهذيب الإنسان لحياته العقلية.

### طبيعة المعرفة
المعرفة عند سبينوزا هي الإدراك الصحيح، ولذلك فهو يبدأ بالبحث في أنواع الإدراك وهي تتمثل في أربعة:
الإدراك الشائع أي ذلك النوع من المعرفة المباشرة التي نتلقاها بتلقائية من الناس مثل معرفة يوم ميلادي أو والدي أو أي شئ آخر لم أشك يوماً في وجوده. الإدراك النابع من الخبرة، أي المعلومات من الأحداث التي سبق وأن حدثت. هذا النوع من المعرفة لم يتعامل معه العقل بالتحليل
أو الفهم، وذلك مثل معرفتي أنني سأموت من خلال مشاهداتي للناس الذين يموتون كل يوم وإدراكي أن مصيري سوف يكون نفس مصيرهم على الرغم من اختلاف أسباب موتهم عن أسباب موتى. وأعلم من الخبرة المجردة أن الزيت يشعل النار وأن الماء يطفئها، وأعلم أن الكلب حيوان ثديي ينبح وأن الإنسان حيوان عاقل. وهذا النوع من المعرفة يشمل كل المعرفة العملية أو الخبرات الإنسانية اليومية.
الإدراك الذي يرجع إلى معرفتي أن شيءًا ما ينتج من شئ آخر لكن دون معرفة السبب، مثل أن الحرارة تذيب الجليد، وأن الماء يغلي بالتسخين ويصير بخارًا. كما أننا عندما نتأثر جسديًا بشيء فإننا نعلم بذلك أن العقل مرتبط بالجسم على نحو ما، لكننا لا نعلم على وجه الدقة كيف يرتبط الاثنان معًا ولا طبيعة الإحساس ذاته، أو عندما ندرك أن من طبيعة العين أن تجعل الأشياء البعيدة تبدو أصغر مما هي عليه ونتوصل من ذلك إلى أن الشمس أكبر مما يراها البصر.
الإدراك النابع من معرفة الأشياء من ماهيتها،  مثل معرفتي أن من ماهية المثلث أن تكون مجموع زواياه 180 درجة، وأن زاويتي قاعدة المثلث المتساوي الضلعين متساويتان. هذا النوع من المعرفة هو المعرفة العلمية الدقيقة والصحيحة عن حق. ويضيف سبينوزا أن هذا النوع يوصلنا إلى معرفة كيفية ارتباط العقل بالجسم إذا عرفنا بدقة ماهية العقل.
المعرفة عند سبينوزا تتكون من أفكار، وهذه الأفكار مجردة لكنها في نفس الوقت أفكار لأشياء عينية. فالجسم شئ غير ملموس، أما فكرة الجسم كما تتعامل معها الفيزياء مثلاً فهي فكرة مجردة. ويذهب سبينوزا إلى أن لكل شئ مادي الفكرة التي تعبر عنه، وبالتالي فليس هناك انفصال بين الفكر والامتداد، ذلك لأن كل فكرة هي إما فكرة عن شئ ممتد أو فكرة عن فكرة هذا الشئ الممتد. فالشمس مثلًا شيء مادي محسوس ومشاهد، والشكل الكروي هو فكرة الشمس، والدائرة هي فكرة الكرة. فعلى الرغم مما تبدو عليه الأفكار من تجريد وعمومية إلا أنها تشير في النهاية إلى فكرة بسيطة عن شيء ممتد. ومصدر تجريد وعمومية الفكرة أنها لا تشير مباشرة إلى الشيء المادي بل إلى فكرة أخرى عن هذا الشيء المادي، مثل الدائرة التي تشير بصورة غير مباشرة للشمس عبر فكرة الشكل الكروي.
الجوهر وصفاته وأعراضه
يقدم سبينوزا رؤية للوجود، مستنيرًا بوعيه بالله. قد تبدو غريبة للوهلة الأولى. على السؤال "ما هو؟" فيقول: «الجوهر وصفاته وأعراضه».
— كارل ياسبرز
بالنسبة لسبينوزا لا يوجد سوي جوهر واحد فقط يشير إليه أكثر من مرة باسم "الله أو الطبيعة". فهو يري أن "كل ما يوجد إنما يوجد في الله ولا يمكن لشيء أن يوجد أو يُتصور بدون الله"
سبينوزا لا يأتي بفكرة جديدة بل هو في النهاية يكمل أفكار رينيه ديكارت، ديكارت رأي أن هناك ثلاث جواهر في الوجود، الله: الجوهر المطلق والمفكر، والعقول البشرية: الجواهر المتعددة المفكرة والعالم:الجوهر المادي الممتد في الفضاء. ديكارت يحدد طبيعة المادة علي أنها امتداد وبالتالي لا يوجد فضاء بدون مادة ويوافقه سبينوزا في هذا بعكس لايبنيز الذي اعتقد أن العالم يتكون من مونادات كثيرة متفردة وليس طبيعته امتداد
سبينوزا يوحد كل هذه الجواهر في جوهر واحد لأنه لا يوجد سوي الله وحده وهو يحوي بكامله كل الوجود، وبذلك يضطر سبينوزا الي تفسير العقول البشرية بإعتبارها إحدي أعراض (أوضاع) الله وبذلك فإن العقول البشرية لا تأتي بأفكارها من ذاتها بل مصدرها فكر الله اللامتناهي وهكذا تكون حجة سبينوزا الانطولوجية لوجود الله نسخة معدلة من ديكارت، فبينما يستنتج ديكارت الوجود من كمال الله، يعتقد سبينوز أن أفكار المرء ليست ذاتية وبعبارة أخري كي يكون لدينا فكرة عن الله يجب أن يوجد الله أولاً
الأجساد البشرية كذلك جزء من طبيعة الله الممتدة. أي أن الله يتميز بصفتي الفكر والامتداد وهو يقول أن الله يمتلك كذلك عدد لا حصر له من الصفات.

### العقل والجسد
وضع سبينوزا نظريته حول العقل والجسد في مقابل نظرية ديكارت التي تعد في حقيقتها إعادة صياغة لنظريات العصور الوسطى. ذهب ديكارت إلى أن الكائن الإنساني مكون من جوهرين منفصلين ومتمايزين، جوهر مفكر وهو العقل وجوهر ممتد وهو الجسم. وبالنسبة لديكارت فإننا نستطيع التفكير في العقل في استقلال عن الجسم ونستطيع التفكير في الجسد في استقلال عن العقل، لأنه لكل جوهر قوانينه الحاكمة له والمختلفة عن الجوهر الآخر. وديكارت بذلك يعد ثنائيًا في نظريته حول العقل والجسد، وبمزيد من الدقة نقول أنه جوهراني ثنائي substantialist Dualist.ويذهب ديكارت إلى أن العقل والجسد منفصلين عن بعضهما البعض لكنهما في نفس الوقت موجودين معًا، ووجودهما معًا ليس ضروريًا بل عارضًا، لأن الجسد يمكنه أن يوجد بدون عقل في حالة الأطفال والمجانين والحيوانات، والعقل أيضًا يمكنه أن يوجد بدون الجسد في حالة النوم وبعد الموت عندما يموت الجسد وتبقى الروح. كما يذهب ديكارت إلى أن العقل موجود في الجسد كله لا في جزء فيه وحسب، ذلك لأن العقل ليس مثل ربان السفينة الموجود في مكان منها ويوجهها من هذا المكان، فالعقل منتشر في كل الجسد لأن العقل هو مصدر الإرادة التي تحرك كل أجزاء الجسد كما أنه مصدر الأحاسيس التي يشعر بها المرء في جسده كله. والجسد عند ديكارت آلة يحركها العقل.
وفي مقابل الثنائية الديكارتية بين العقل والجسد يأتينا سبينوزا بنظرية مختلفة لم يسبق لأي فيلسوف أن جاء بها، إذ يذهب سبينوزا إلى أن العقل والجسد شئ واحد، وذلك من منطلق وجود جوهر واحد يحمل صفتي الفكر والامتداد في نفس الوقت. فالعقل والجسد عند سبينوزا صفتان أو حالان للجوهر الواحد. كما يذهب سبينوزا إلى أن العقل هو الحال المخصوص لجسد إنساني معين، ذلك لأن لكل جسد إنساني عقله الخاص، وهو يقول في ذلك: «إن موضع الفكرة التي تشكل العقل الإنساني هي الجسد، الذي هو حال خاص للامتداد وليس شيئًا آخر سوى ذلك» وكل حادثة جسدية توازيها حادثة أخرى مماثلة لها على مستوى العقل، بمعنى أن كل ما يشعر به الجسد باعتباره إحساس يشعر به العقل باعتباره شعورًا أو فكرة. ذلك لأن الجوع إحساس جسدي، أما الرغبة في تناول الطعام فهي شعور عقلي، ومثلما يشعر الجسد بالجوع يشعر العقل بالرغبة التي هي شيء عقلي في السعي نحو البحث عن الطعام.

### العقل والإيمان
تختلف فلسفة سبينوزا في هذه المجالات عن كل الفلسفات السابقة عليه، بل واللاحقة أيضًا، حتى ليبدو سبينوزا وكأنه يقف وحده بين مفكري العصر الحديث، ما عدا اقتراب فولتير وروسو والفلاسفة الماديين الفرنسيين في أواخر القرن الثامن عشر منه. ووجه الاختلاف أن الفلاسفة المحدثين قبل سبينوزا والمعاصرين له جروا على عادة فلاسفة العصور الوسطى في محاولاتهم التوفيق بين اللاهوت أو الدين والإيمان من جهة والعقل أو الفلسفة من جهة أخرى، وإثبات عدم تعارضهما أو تناقضهما، بحيث أصبح العقل لديهم أوليًا في إثبات صحة بعض العقائد اللاهوتية المعنية. وبذلك رأينا في العصور الوسطى سلسلة من الفلاسفة بين القديس أوغسطين في القرن السادس الميلادي والقديس توما الأكويني في القرنين الثاني عشر والثالث عشر يستخدمون حججًا عقلية في إثبات صحة اللاهوت. ولم يخرج فلاسفة الإسلام عن ذلك، إذ ظهرت في الفلسفة الإسلامية مذاهب كلامية أهمها المعتزلة والأشاعرة هدفت الدفاع عن العقائد الإيمانية بالأدلة العقلية، وظهرت أيضًا فلسفات تحاول التوفيق بين العقل والنقل، أهمها محاولة ابن رشد في كتابه «فصل المقال فيما بين الحكمة والشريعة من اتصال»، و«درء تعارض العقل والنقل» لابن تيمية. ولم يكن فلاسفة العصر الحديث استثناء في هذا الاتجاه، إذ رأينا كيف أن ديكارت يستخدم منهجاً عقلياً يبدأ بالشك كي ينتهي إلى وجود الأنا أفكر، ووجود الإله وخلود النفس، وقد سار في الاتجاه نفسه بعد سبينوزا كلآ من مالبرانش وباسكال من الفرنسيين ولايبنتز وكرستيان فولف من الألمان، حتى أن كانط نفسه بعد أن نقد أولاً وجود الإله وخلود النفس في «نقد العقل الخالص» عاد في «نقد العقل العملي» إلى توضيح أن الأخلاق لا يمكن أن تقوم لها قائمة دون التسليم، من باب الضرورات العملية الأخلاقية، بوجود الإله وخلود النفس.
أما سبينوزا فهو يشذ عن كل هؤلاء ويقف برأيه منفردًا في القرن السابع عشر، على الرغم من تبني فولتير وروسو وكثير من الفلاسفة المعاصرين لوجهة نظره، إذ أوضح في كتابه «رسالة في اللاهوت والسياسة» أن الإيمان والفلسفة منفصلين، وأن العقل ليس خادماً للاهوت – ولكل مجال خاص يختلف عن مجال الآخر. إذ يذهب إلى أن غاية الفلسفة هي الحق وحده أو الحقيقة، وغاية الإيمان هي الطاعة والتقوى وحسب. كما أن الأسس التي تقوم عليها الفلسفة هي الأفكار المشتركة أي المبادئ العامة التي تحكم الأشياء، أو القوانين الثابتة للطبيعة، وهذه نستخلصها من دراستنا للطبيعة وحدها. أما الإيمان فيتأسس على الكتب المقدسة والتسليم بواقعة الوحي، ولأن مجال الفلسفة يختلف عن مجال الإيمان، فإن التفلسف
لا يضر الإيمان ولا يشكل خطرًا عليه. ولأن الإيمان يعتمد على التسليم بالوحي والكتب المقدسة، فمعنى هذا أن الإيمان في جوهره يكفل لكل فرد الحرية المطلقة في أن يتفلسف. ولأن الهدف الأساسي للإيمان هو تهذيب الأخلاق بجعل الناس يطيعون الأوامر الأخلاقية، فإنه لن يتضرر إذا لم تدعو الفلسفة إلى أي عصيان أو تعصب أو كراهية في المجتمع. والمؤمنون الحقيقيون هم أولئك الذين يدعون الناس إلى العدل والإحسان، لا اللجوء إلى حجج وبراهين عقلية لإثبات عقائد معينة. وينطلق سبينوزا في وجهة نظره هذه من مبدأ يذهب إلى أن العقائد مختلفة لدى الشعوب، وكذلك فهي تتغير وتتطور، أما الإيمان الذي يتمثل في التقوى والطاعة والدعوة إلى العدل والإحسان فثابت وغير متغير. ولذلك لا يجب أن يتدخل العقل في إثبات عقائد معينة لأن هذه ليست وظيفته، بل وظيفته الأساسية اكتشاف القوانين وإدراك نظام الطبيعة.
ويميل سبينوزا إلى الرأي القائل أن الإيمان طريق ضروري لقيادة العامة، ذلك لأن الكتاب المقدس يعتمد في نصوصه على الخيال التصويري والمجاز وضرب الأمثلة، ولغته خطابية حماسية. والجمهور لا يستطيع الوصول إلى المبادئ الأخلاقية عن طريق النظر العقلي والتفلسف والبرهان مثلما يفعل الفلاسفة، ولذلك فهو في حاجة إلى من يقدم له حقائق الأخلاق بالأسلوب الخيالي والمجازي في صورة مباشرة، وعلى أنها قوانين مفروضة في صورة شريعة. ذلك لأن العامة لا يستطيعون التوصل بتفكيرهم الخاص إلى الصواب والخطأ وهم في حاجة دائمة إلى من يقودهم ويقدم لهم القواعد جاهزة، وهذا ما يوفره لهم الدين. وإذا كانت الغاية من الحياة الإنسانية هي السعادة، فإن الدين يقدم للعامة طريقًا مختصرًا وبسيطًا للوصول إليها، وهو الطاعة والخضوع والالتزام بالأوامر الإلهية، وهذا ضروري بالنسبة لهم لأن طريق النظر العقلي إلى السعادة والمتمثل في إدراك طبيعة الوجود والقانون الطبيعي الذي إذا اتفق سلوك الإنسان معه تحققت له السعادة ليس متاحًا للعامة بل هو خاص بأصحاب العقل والتفكير الفلسفي. ولذلك يذهب سبينوزا إلى ضرورة التسليم بسلطة الدين والكتب المقدسة وعدم إخضاعها للعقل، لأن هذا الإخضاع إما أن يؤدي إلى انهيار كثير من العقائد الضرورية أو يولد الاختلافات اللاهوتية والمذهبية التي يجب على الإيمان الحقيقى تجنبها، لأن هدفه النهائي ليس نظريًا بل عمليًا، ليس هدفه إثبات عقائد معينة بل هدفه التقوى والطاعة والعدل والإحسان.

## أعماله

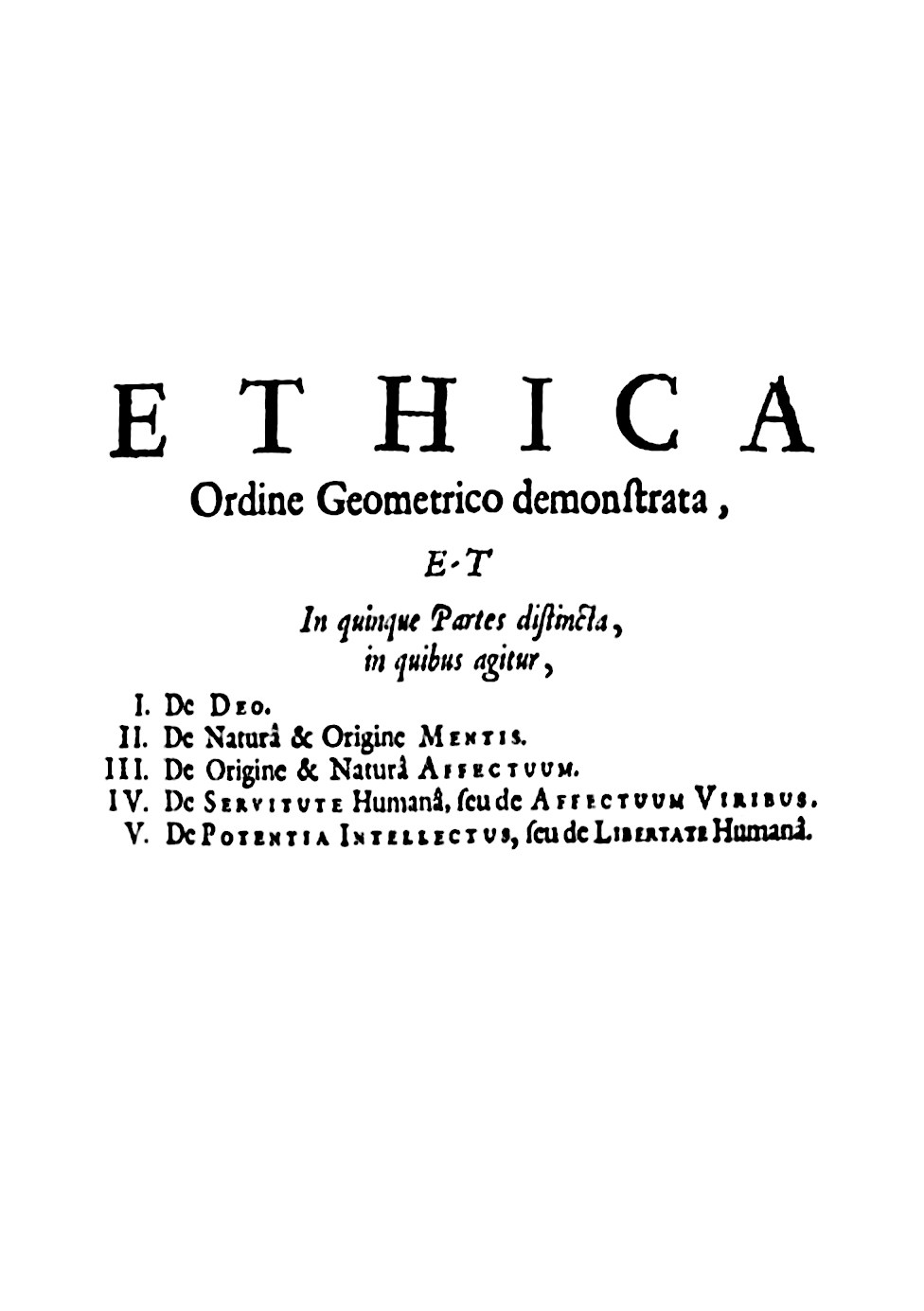
كتاب الأخلاق الذي الفه سنة 1677

ألف سبينوزا عدداً قليلًا من المؤلفات، وعلى الرغم من قلة مؤلفاته إلا أنها أحدثت تأثيراً واسعاً في الفكر الفلسفي اللاحق، وخاصة كتاب «الأخلاق». أول مؤلفاته كان «مبادئ الفلسفة الديكارتية» وأخرها كتابه الشهير «الأخلاق» الذي نشر بعد وفاته. والحقيقة أن كل فلسفة سبينوزا يجدها المرء في كتابه «الأخلاق»، أما كتابه الشهير الآخر «رسالة في اللاهوت والسياسة» فهو بحث نقدي في العلاقة بين الدين والسياسة، والمؤسسة الدينية والدولة. ويتناول فيه قضية العلاقة بين العقل والإيمان، والسلطة الدينية والسلطة السياسية، وفيه يثبت أن التفلسف ليس خطراً على الدولة أو على الإيمان، وأن الحرية الفكرية والدينية ضرورية في دولة ديمقراطية حديثة، وقد نشره سبينوزا في 1670 دون وضع اسمه على الغلاف، وقد اتبع هذا الأسلوب أيضاً مع كتاب الأخلاق سنة 1677. وعلى الرغم من ذلك فإن كل من عاصروا سبينوزا كانوا يعلمون أنه هو مؤلف الكتابين. وآخر عمل انشغل فيه كان «رسالة في السياسة» سنة 1676، ونشر بعد وفاته، وفيه يضع نظريته في الحقوق الطبيعية والمدنية ويوضح أفضلية النظام الديمقراطي والجمهوري، ويتناول فيه أنواع الحكومات المختلفة من أرستقراطية وملكية وديمقراطية، موضحاً أفضلية النظام الديمقراطي على غيره.

### كتاب الأخلاق
يبدو من عنوان الكتاب أنه يتحدث عن الأخلاق باعتبارها نوعاً من فروع الفلسفة، لكن الكتاب لا يتناول هذا المعنى المعروف لكلمة «الأخلاق» Ethics إلا في الجزء الأخير من الكتاب. ويفاجأ القارئ أن كتاب الأخلاق لا يحتوي على مذهب سبينوزا في الأخلاق إلا في نهايته،  أما أغلبه فهو بحث في الإله، وفي الإنسان: طبيعته وطبيعة معرفته، وأخيراً الأخلاق. إن سبينوزا يتعامل في أغلبه مع الموضوعات الميتافيزيقية والأنطولوجية والإبستمولوجية مثل الإله والعالم والجوهر والكمال والمعرفة البشرية والفهم الإنساني، وسبب تسمية الكتاب باسم الأخلاق هو قناعة سبينوزا أن كل تأملات الفلسفة الميتافيزيقية وكل ما يمكن أن يضعه العقل البشري من أفكار أنطولوجية ليس له غاية نهائية إلا توجيه الإنسان في حياته من أجل هدف سامي لهذه الحياة الإنسانية وهو السعادة وسلامة الإنسان العقلية والأخلاقية.
يمكن تقسيم كتاب «الأخلاق» من ثلاثة أجزاء، الأول عن الإله وفيه يضع سبينوزا نظريته الأنطولوجية، والثاني حول الإنسان وهو نظرية سبينوزا في المعرفة، والثالث حول الأخلاق. كتب سبينوزا كتابه هذا بالطريقة الهندسية، إذ بدأ بمجموعة من التعريفات، فقد بدأ بتعريف الجوهر، منتقلاً منه إلى المصادرات وقد وجد كثير من قراء سبينوزا صعوبة بالغة في تتبع حججه في هذا الكتاب نظراً لصعوبة الشكل الهندسي الذي وضع فيه فلسفته.
وهذه الصعوبة لم تكن مقتصرة على القارئ العادي، بل إن فلاسفة كبار من أمثال هنري برجسون قد أعلنوا عن الصعوبة التي واجهوها في قراءة كتاب «الأخلاق» لسبينوزا.

### مقال في إصلاح العقل
تناول سبينوزا طبيعة الإنسان وطبيعة وأصل المعرفة الإنسانية في الجزء الثاني من «الأخلاق» بالإضافة إلى مقال صغير بعنوان «في إصلاح العقل». وفي حين أن هذا المقال يتناول المعرفة الإنسانية حصرياً ويربطها بالأخلاق والسعادة والفضيلة الإنسانية، فهو في الجزء الثاني من «الأخلاق» يتناول الإنسان من حيث طبيعته ووضعه في الكون وعلاقته بالعالم ويحاول حل قضية الثنائية التقليدية بين العقل والجسم التي ظهرت لدى ديكارت. الحقيقة أن كتاب «الأخلاق» لا يحوي على مقدمة أو مدخل يوضح ما ينوي سبينوزا القيام به في هذا الكتاب ولذلك يعد مقال «في إصلاح العقل» هو مقدمة «الأخلاق» التي توضح لنا الأهداف التي تصدى لها سبينوزا في فلسفته.

## وصلات خارجية
- باروخ سبينوزا على موقع الموسوعة البريطانية (الإنجليزية)
- باروخ سبينوزا على موقع ميوزك برينز (الإنجليزية)
- باروخ سبينوزا على موقع إن إن دي بي (الإنجليزية)
- باروخ سبينوزا على موقع ديسكوغز (الإنجليزية)